# École Caodong
L'École Caodong (chinois:  曹洞宗, pinyin: Cáodòng zōng, Wade-Giles: Ts'ao-tung-tsung) est une branche du bouddhisme Chan, fondée en Chine, durant la dynastie Tang. Elle a été fondée par Dongshan Liangjie et son disciple Caoshan Benji et forme un courant majeur du Chan chinois. 

## Origine du nom
Le nom de l'école dérive des premiers caractères (Cao et Dong) des noms de chacun des fondateurs. On dit que le nom du disciple apparaît avant celui de son maître pour des raisons d'euphonie. Elle fait partie des Cinq Maisons du Chán et était connue pour sa pratique de la contemplation.
Au xiiie siècle, elle est passée au Japon sous le nom d'école Sōtō.